# TREE (CHAGE and ASKAのアルバム)
『TREE』（トゥリー）は、CHAGE&ASKA（現：CHAGE and ASKA）の14作目のオリジナル・アルバム。1991年10月10日に発売された。発売元はポニーキャニオン。
1993年12月17日はAPO-CDとして、1998年3月11日、2001年6月20日はCDとして、2009年10月21日はSHM-CDとして再発売された。

## 背景・リリース
前作『SEE YA』から、約1年1か月ぶりに発売されたオリジナル・アルバム。決まっていた発売日を延期して、一度完成されていたアルバムに2曲（「CAT WALK」「tomorrow」）を加えて一部ボーカルの差し替えを行い、ミックスの再調整を経てようやく発売された。
1991年11月21日には「僕はこの瞳で嘘をつく」がシングルカットされ、アルバム収録曲のダイジェスト版「TREE Digest」がカップリングに収録された。
初回限定盤はスリーブ・ケース、ブックレット封入。2009年10月21日には、紙ジャケット・シリーズの一環としてSHM-CD仕様でヤマハミュージックコミュニケーションズより再発売された。

## アートワーク
ジャケットのデザインは写真家の西本和民が手がけ、西本は「BIG TREE」を聞いて、心の中にある“BIG TREE“を人の手で表現している。このジャケットを見たASKAは感銘を受けたことを公言している。

## ツアー
1991年9月から行われていた全国ツアー『CONCERT TOUR'91～'92 “SAY YES”』の最中に発売された作品であるが、1992年3月からは本作を引っ提げ、全国ツアー『CONCERT TOUR 1992 “BIG TREE”』が開催された。なお、両方のライブは人気によってライブチケットが入手困難となっていた。

## 受賞歴
- 第6回日本ゴールドディスク大賞[9]
  - アルバム賞 ロック・フォーク部門（男性）
  - グランプリ・アルバム賞

## チャート成績
シングル「SAY YES」の勢いが続いている最中に発売された本作は、オリコンによる初動売上枚数が99.6万枚でアルバムランキング1位となった。これは当時の同社調べのアルバム初動売上枚数としては歴代1位となる記録であった。
また「SAY YES」と本作は、同年10月21日付と10月28日付の2週にわたりシングル・アルバムチャートの両部門で1位を独占している。
1991年11月18日にはポニーキャニオン発表による出荷枚数が200万枚を超えた。
発売13週目となる1992年1月13日付のオリコンランキングにて、累計売上枚数が200万枚を突破した。オリコン調査によるアルバム売上として、初の200万枚突破した作品となった。累計売上枚数は最終的に235.1万枚（オリコン調べ）を記録し、自身のオリジナル・アルバムの中では最大売上である。また、2組ボーカルユニットとしてのアルバム売上で本作は歴代4位を記録している。

## 収録曲
| #         | タイトル                        | 作詞       | 作曲       | 編曲             | 時間  |
| --------- | ------------------------------- | ---------- | ---------- | ---------------- | ----- |
| 1.        | 「僕はこの瞳で嘘をつく」        | 飛鳥涼     | 飛鳥涼     | 十川知司         | 5:22  |
| 2.        | 「SAY YES」                     | 飛鳥涼     | 飛鳥涼     | 十川知司         | 4:43  |
| 3.        | 「クルミを割れた日」            | 飛鳥涼     | 飛鳥涼     | 十川知司         | 5:38  |
| 4.        | 「CAT WALK」                    | CHAGE      | CHAGE      | 村上啓介         | 4:57  |
| 5.        | 「夜のうちに」                  | 飛鳥涼     | 飛鳥涼     | 澤近泰輔         | 4:24  |
| 6.        | 「MOZART VIRUS DAY」            | 飛鳥涼     | CHAGE&ASKA | 飛鳥涼、澤近泰輔 | 6:15  |
| 7.        | 「誰かさん〜CLOSE YOUR EYES〜」 | CHAGE      | CHAGE      | 十川知司         | 5:32  |
| 8.        | 「明け方の君」                  | 飛鳥涼     | 飛鳥涼     | 十川知司         | 5:24  |
| 9.        | 「CATCH & RELEASE」             | CHAGE      | CHAGE      | 澤近泰輔         | 6:20  |
| 10.       | 「BAD NEWS GOOD NEWS」          | 青木せい子 | CHAGE      | 十川知司         | 4:47  |
| 11.       | 「BIG TREE」                    | 飛鳥涼     | 飛鳥涼     | 飛鳥涼、澤近泰輔 | 5:30  |
| 12.       | 「tomorrow」                    | 飛鳥涼     | 飛鳥涼     | 佐藤準           | 7:06  |
| 合計時間: | 合計時間:                       | 合計時間:  | 合計時間:  | 合計時間:        | 65:58 |

## 楽曲解説
1. 僕はこの瞳で嘘をつく
1991年11月21日に28枚目シングルとしてシングルカットされた。
2. SAY YES
1991年7月24日に発売された27枚目シングルであるが、本作ではアルバムバージョンとして収録されている。
シングルバージョンとの違いは、ミキシングがやり直されて音圧が低くなり、曲のほぼ全編にリズムギターが導入され、間奏の最後にシンセサイザーの音色が追加されている点である。
3. クルミを割れた日
2002年に発売されたセルフカバー・アルバム『STAMP』に収録されている。実は本作には最後まで入れたくなかった曲だと言う。「コードひとつ、ふたつがメロディを殺してしまってるところがある。レコーディングした後にこの曲を外したいってギリギリまで抵抗したんだけど、まわりのスタッフにはそういう感覚はなくて、ただ、いい！と言う」[14]つまり、ASKA自身は曲が未完だと思っていたのにスタッフが推して収録された為、心残りがあったのである。その為『STAMP』にはASKAが未完とした部分をアレンジして完成させて収録している。
4. CAT WALK
4ビートのリズムパターンで展開しているマイナー曲調の楽曲。
当初歌詞は恋愛ものを書こうとしていたが、ありきたりになる気がしたことから、"第三者がある状況を見て語る" という内容で書かれた[15]。
5. 夜のうちに
恋愛中にふと思う、不安な気持ちになる瞬間を歌った楽曲[15]。
6. MOZART VIRUS DAY
Aメロ・BメロをCHAGE、Cメロ・DメロをASKAが作曲した楽曲[15]。
歌詞は、曲のアイデアがどんどん浮かんでくる日を表現しており、それを "体の中にモーツァルト菌が入り込んだような状態" としている[15]。
7. 誰かさん〜CLOSE YOUR EYES〜
CHAGEとASKA出演の国内信販「KCカード」CMソング。
キミでもなく、アナタでもなく、あのコでもなく、"誰かさん" という言葉にして詞のイメージを拡げていったという[15]。
1994年に発売された2枚組アルバム『Yin&Yang』、1999年に台湾で発売されたベスト・アルバム『倆角形 Duet Angle 20th anniversary』CHAGE SIDEにも収録されている。
8. 明け方の君
昔の恋が残像として蘇って来る様子を表現した楽曲であり、ASKAは「天気予報の恋人」「DO YA DO」「恋人はワイン色」などと一連の色をもった楽曲と位置付けている[15]。
1999年に台湾で発売されたベスト・アルバム『倆角形 Duet Angle 20th anniversary』ASKA SIDEにも収録されている。
2010年にASKAがアルバム『君の知らない君の歌』でセルフカバーしている。
9. CATCH & RELEASE
ミュージック・ビデオが制作されている。
釣りの行為であるキャッチ・アンド・リリースをタイトルにしており、この言葉を男女関係に置き換えて歌っている[15]。
1994年に発売された2枚組アルバム『Yin&Yang』にも収録されている。
10. BAD NEWS GOOD NEWS
仕事や時間に追われるといった"切羽詰った状態"を楽曲にしたもので、歌詞についてCHAGEは自身が想像したイメージと合わず、イメージに合わせるため青木に4・5回書き直してもらったと述べている[15]。
11. BIG TREE
パナソニック CMソング。
人の心に根ざしたものを表現したく、"木" がそびえ立つ風景を描いており、アルバムの核になるよう意識した楽曲である[15]。
チャゲアスのブームになったことで、ASKAは「チャゲアスの活動の歴史が語られる日が訪れると信じて、一世一代とも言える大きな曲を書いてみよう」という想いから作詞したことを公言している[5]。サビの「君はみたか」は、テレビドラマ『君は海を見たか』から影響されている[5]。
1994年に発売された2枚組アルバム『Yin&Yang』にも収録されている。
1991年10月25日放送ニッポン放送ラジオドラマ『沈黙の艦隊』主題歌。
12. tomorrow
1994年に発売された2枚組アルバム『Yin&Yang』、2004年に発売されたバラッド集『THE STORY of BALLAD II』、2008年にアジア圏で発売されたベスト・アルバム『Asian Communications Best』にも収録されている。

## 参加ミュージシャン
- Drums：山木秀夫、江口信夫
- E.Bass：美久月千晴、富倉安生
- Synthesizer：十川知司、澤近泰輔
- Piano：倉田信雄、中西康晴、重実徹、富樫春生、佐藤準
- E.Guitar：角田順、今剛、近藤敬三、村上啓介
- A.Guitar：笛吹利明、角田順、今剛、安田裕美
- Trumpet：数原晋、荒木敏男、河東伸夫、林研一郎
- Trombone：平内保夫、清岡太郎
- Sax：Jake H. Concepcion
- Strings：JOEストリングス
- Chorus：木戸やすひろ、比山貴咏史、浜田良美、土肥二朗
- Synthesizer Sound Designer：浦田恵司、森達彦、中山信彦、石川鉄男

## 『TREE』（映像作品）
本作関連のミュージック・ビデオ集が1991年11月21日にVHSで、12月15日にLDで発売された（現在は廃盤）。
2020年8月5日にDVDとして、ヤマハミュージックエンタテインメントホールディングスから再発売された。

### 背景（MV）
VHS盤はアルバムからリカットされたシングル「僕はこの瞳で嘘をつく」と同時発売された。
本作の収録曲に加えて、ASKAがソロで発売した「はじまりはいつも雨」のMVも収録されている。

### 収録曲
1. SAY YES
作詞・作曲：飛鳥涼　編曲：十川知司
2. CATCH & RELEASE
作詞・作曲：CHAGE　編曲：澤近泰輔
3. 夜のうちに
作詞・作曲：飛鳥涼　編曲：澤近泰輔
4. 僕はこの瞳で嘘をつく
作詞・作曲：飛鳥涼　編曲：十川知司
5. BIG TREE
作詞・作曲：飛鳥涼　編曲：飛鳥涼・澤近泰輔
6. はじまりはいつも雨
作詞・作曲：飛鳥涼　編曲：澤近泰輔